# Pearl Harbor – Égi háború
A Pearl Harbor – Égi háború (eredeti cím: Pearl Harbor) Michael Bay 2001-ben bemutatott háborús filmje. A forgatókönyvet Randall Wallace írta, a film főszereplői Ben Affleck és Josh Hartnett.
A film éppúgy emléket akar állítani a japánok, mint az amerikaiak hősiességének. Nem dokumentum jellegű és nem politikai szemszögből vizsgálja a történteket, ehelyett egy fiktív történetet mutat be hétköznapi emberekről, akik egy valóság szülte, nem hétköznapi szituációban hőssé válnak. Michael Bay rendező minden igyekezetét arra fordította, hogy emberi motivációk szemszögéből láttassa a cselekményt.
A filmben megjelenített események közül a Pearl Harbor elleni japán támadás és a Doolittle-rajtaütés a valóságban is megtörtént.

## Cselekmény
1941. december 7-én a japán légierő megtámadta az Amerikai Egyesült Államok csendes-óceáni flottáját. A támadás számtalan áldozattal járt, hatalmas pusztítást vitt végbe, és sokáig tartott, amíg az amerikai hadsereg kiheverte a csapást és felkészült a visszavágásra. A film a támadás és csata hátterében három fiatal történetére összpontosít: a Pearl Harborban állomásozó Rafe (Ben Affleck) és Danny (Josh Hartnett) legjobb barátok, gyerekkoruk óta együtt szeretnének pilóták lenni, és mindketten ugyanazt a lányt (Kate Beckinsale) szeretik.

## Díjak, jelölések

### Oscar-jelölés és díj
- 2002 – legjobb hangvágás (George Watters II, Christopher Boyes), elnyerte
- 2002 – legjobb eredeti dal (Diane Warren), jelölve
- 2002 – legjobb hangeffektek (Kevin O'Connell, Peter J. Devlin, Greg P. Russell), jelölve
- 2002 – legjobb vizuális effektusok (Eric Brevig, John Frazier, Edward Hirsh, Ben Snow), jelölve

### Golden Globe-jelölés
- 2002 – legjobb eredeti filmzene (Hans Zimmer)
- 2002 – legjobb eredeti dal (Diane Warren)

## Stáblista

### Stáb
- Rendező: Michael Bay
- Producerek: Jerry Bruckheimer és Michael Bay
- Forgatókönyvíró: Randall Wallace
- Operatőr: John Schwartzman
- Zeneszerző: Hans Zimmer

### Színészek
| Karakter                                      | Színész              | Szinkronhang           |
| --------------------------------------------- | -------------------- | ---------------------- |
| Rafe McCawley százados                        | Ben Affleck          | Széles Tamás           |
| Danny Walker százados                         | Josh Hartnett        | Kaszás Gergő           |
| Evelyn Johnson nővérhadnagy                   | Kate Beckinsale      | Horváth Lili           |
| Doris Miller tizedes                          | Cuba Gooding, Jr.    | Kálid Artúr            |
| Franklin Delano Roosevelt elnök               | Jon Voight           | Konrád Antal           |
| James Doolittle alezredes                     | Alec Baldwin         | Csankó Zoltán          |
| Earl Sistern őrmester                         | Tom Sizemore         | Faragó András          |
| Billy Thompson hadnagy                        | William Lee Scott    | Csőre Gábor            |
| Anthony Fusco hadnagy                         | Greg Zola            | Hujber Ferenc          |
| Red Winkle hadnagy                            | Ewen Bremner         | Rába Roland            |
| Betty Bayer nővér                             | Jaime King           | Gubás Gabi             |
| Barbara nővér                                 | Catherine Kellner    | Juhász Réka            |
| Sandra nővér                                  | Jennifer Garner      | Bíró Kriszta           |
| Martha nővér                                  | Sara Rue             | Pikali Gerda           |
| Gooz Wood hadnagy                             | Michael Shannon      | Fekete Ernő            |
| Thurman százados                              | Dan Aykroyd          | Csuja Imre             |
| Husband E. Kimmel tengernagy                  | Colm Feore           | Rosta Sándor           |
| Nishikura                                     | John Fujioka         |                        |
| Isoroku Yamamoto tengernagy                   | Mako                 |                        |
| Mirou Genda parancsnok                        | Cary-Hiroyuki Tagawa |                        |
| Joe                                           | Matthew Davis        | Simonyi Balázs         |
| Danny fiatalon                                | Reiley McClendon     |                        |
| Rafe fiatalon                                 | Jesse James          |                        |
| Danny apja                                    | William Fichtner     | Breyer Zoltán          |
| Rafe apja                                     | Steve Rankin         |                        |
| Kiképzőszázados                               | Brian Haley          | Kapácsy Miklós         |
| Pilóta Murmur-ral                             | David Hornsby        |                        |
| George C. Marshall tábornok                   | Scott Wilson         | Versényi László        |
| Chester W. Nimitz tengernagy                  | Graham Beckel        | Kránitz Lajos          |
| George                                        | Howard Mungo         |                        |
| Stratégiai elemző                             | Randy Oglesby        |                        |
| Japán tiszt                                   | Ping Wu              |                        |
| Hadnagy a Pentagonban                         | Stan Cahill          |                        |
| Rangidős tiszt, USS West Virginia             | Kevin Wensing        |                        |
| Frank Knox tengerészeti miniszter             | Tom Everett          |                        |
| Frank J. "Jack" Fletcher altengernagy         | Tomas Arana          | Orosz István           |
| Anyáskodó titkárnő                            | Beth Grant           |                        |
| Lehallgatótiszt                               | Sung Kang            |                        |
| Kimmel segédje                                | Raphael Sbarge       | Juhász György          |
| Louie, matróz                                 | Marty Belafsky       |                        |
| Bátortalan japán bombázó                      | Yuji Okumoto         |                        |
| Ellis közlegény, radaroperátor                | Josh Green           |                        |
| Radaroperátor                                 | Ian Bohen            |                        |
| Hadseregparancsnok                            | Michael Milhoan      |                        |
| Mervyn Bennion kapitány, USS West Virginia    | Peter Firth          | Wohlmuth István        |
| Joe, bokszoló                                 | Andrew Bryniarski    |                        |
| Matróz                                        | Marco Gould          |                        |
| Rémült matróz                                 | Nicholas Downs       |                        |
| Tengerészeti orvos                            | Tim Choate           |                        |
| Főorvos                                       | John Diehl           | Bicskey Lukács         |
| Felcser                                       | Joseph Patrick Kelly |                        |
| Pap                                           | Ron Harper           |                        |
| Őrnagy                                        | Ted McGinley         |                        |
| Raymond A. Spruance tengernagy                | Madison Mason        | Kardos Gábor           |
| Jack Richards                                 | Kim Coates           | Haás Vander Péter      |
| Hornet rádióoperátor                          | Andrew Baley         |                        |
| William F. "Bull" Halsey, Jr. ellentengernagy | Glenn Morshower      |                        |
| Teeny Mayfield                                | Guy Torry            | Bartucz Attila         |
| Jackson őrnagy                                | Leland Orser         | Sinkovits-Vitay András |
| Újságíró kamerával                            | Pat Healy            | R. Kárpáti Péter       |
| Angol repülő flotta parancsnok                | Nicholas Farrell     | Balázsi Gyula          |